# Patrick Bernhard
Patrick Bernhard (parfois orthographié Bernhardt), né le 11 juillet 1951 à Jarville-la-Malgrange (Meurthe-et-Moselle), est un footballeur français évoluant comme gardien de but dans les années 1970, et reconverti entraîneur.
Formé à l'AS Nancy-Lorraine, il peine à y obtenir du temps de jeu après avoir participé à la remontée du club en première division. Bernhard part à l'Amicale de Lucé, promu en Division 2. Après trois saisons comme titulaire, le portier retourne pour une année à Nancy avant de prendre sa retraite des terrains à 29 ans. Il devient entraîneur de Lucé en D3 puis connait quelques courtes expériences sur les bancs de touche avant de devenir directeur du pôle espoir de football masculin du CREPS de Reims.

## Biographie

### Enfance et formation
Patrick Bernhardt naît en 1951 à Jarville en Meurthe-et-Moselle et prend sa première licence de footballeur dans le club de sa commune natale, Jarville Jeunesse Foot.
À seize ans l'AS Nancy-Lorraine lui propose d'intégrer son centre de formation. De 1967 à 1972, Patrick évolue au sein des équipes de jeunes nancéiennes.

### Premières saisons professionnelles à Nancy
Patrick Bernhard intègre l'équipe professionnelle lors de la saison 1972-1973 comme troisième gardien, derrière Jean-Michel Fouché et son remplaçant Gilbert Conrath, et joue trois matchs, dont le premier dès le 16 août 1972 à 21 ans à Valencienne et une victoire 0-1. Patrick participe à la belle sixième place du club en championnat, ratant de six points une qualification européenne.
C'est toujours des bancs de touches de Division 1 qu'il vit sa seconde saison professionnelle. Il voit ses coéquipiers être relégués en Division 2 sans jouer de matchs.
Après le départ de Fouché, Antoine Redin confie les cages nancéiennes à Patrick pour la saison 1974-1975. Sa doublure est le jeune Jean-Michel Moutier (19 ans). Le Jarvillois effectue un exercice complet sans manquer une seule seconde de jeu. Il n'encaisse que 34 buts et permet à Nancy de terminer avec la quatrième meilleure défense de son groupe. Il est un des hommes clés pour l'obtention de la première place du groupe avec six points d'avance sur Avignon, synonyme de remontée dans l'élite. Pour finir, lui et ses coéquipiers s'adjugent le titre de champion de France de D2 en battant l'autre premier, Valenciennes, par quatre buts à zéro sur les deux matchs (0-0 et 4-0).
De retour dans l'élite du football français, Bernhardt commence la saison 1975-1976 comme titulaire mais, après douze buts encaissés lors des quatre premiers matchs, il est remplacé par Jean-Michel Moutier. Il ne joue qu'un cinquième match avec le promu nancéien, durant la suite de la saison, qui assure son maintien en terminant septième avec sept unités d'avance sur le premier relégable et dix de retard sur la dernière place qualificative pour la Coupe de l'UEFA.
Voulant plus de temps de jeu, Patrick accepte la proposition de l'Amicale de Lucé, promu en seconde division pour la saison 1976-1977,.

### Rebond en D2 à l'Amicale de Lucé
Au sein de l'Amicale de Lucé, il devient le gardien titulaire de l'équipe grande surprise pendant le championnat 1976-1977. Lucé termine à la quatrième position de leur groupe à seulement sept points de la seconde place synonyme de barrage de D1. 
Avec le renfort de joueurs expérimentés comme Hervé Guermeur et Branislav Kostić, Bernhard et Lucé arrivent à confirmer lors de la saison suivante en terminant le championnat 1977-1978 à la huitième place, loin de la seconde position mais bien devant les trois dernières, synonymes de relégation. 
La troisième saison de Patrick à Lucé est moyenne. Lui et ses coéquipiers ne font pas mieux qu'une onzième place du championnat 1978-1979. 
Patrick décide de quitter sa place de titulaire pour retourner dans son club formateur afin de redevenir la doublure de Jean-Michel Moutier. Il ne joue que cinq matchs lors de la saison 1979-1980 et décide de mettre un terme à sa carrière alors qu'il n'a que de 29 ans. 

### Reconversion immédiate à Lucé
Patrick Bernhard se reconvertit immédiatement comme entraineur et retourne coacher l'Amicale de Lucé qui vient de descendre en Division 3.
Lors de la saison 1980-1981, il mène le club à une 13e place, comme lors des deux saisons suivantes (1981-82 et 1982-83), validant à chaque fois le maintien de justesse.
Lors de l'exercice 1983-1984, le club termine dernier avec seulement vingt points (six victoires, huit nuls et seize défaites) et est relégué en Division 4.

### Entraîneur de Dreux puis Forbach
Après une année sabbatique, Bernhard reprend du service du côté du Dreux FC pour la saison 1985-1986.
Patrick Bernhard devient ensuite l'entraîneur de l’US Forbach à partir de la saison 1986-1987 en Division 4. Après un début de championnat en demi teinte, sa formation fait preuve de régularité pour finalement obtenir le droit d’évoluer en Division 3 obtenant, lors de l’ultime journée, la seconde place. De retour en D3, les Forbachois surprennent tout au long des matchs aller. Après un passage à vide, l’équipe de Bernhard retombe au classement. Un sursaut permet à l’US Forbach d’éviter la relégation en terminant l'exercice 1987-1988 à la onzième place du groupe Est de Division 3, à trois points du premier relégable. Lors de la saison 1988-1989 se solde par un nouvel échec : l'équipe ne peut se maintenir. La relégation déjà évidente à mi-championnat se confirme. L'USF termine dernier du groupe Est avec seulement 17 points (quatre victoires, neuf nuls et 17 défaites) tout en ayant la plus mauvaise défense avec 53 buts d'encaissés.

### Sept saisons au BAC
Après une année sans poste, Bernhard prend ensuite la direction de Bar-le-Duc pour entraîner le BAC (Bar Athlétic Club) durant sept saisons (1990-1997).

### Technicien fédéral
En 1997, Patrick Bernhard quitte les bancs de touche pour devenir conseiller technique départemental au sein du District de la Meuse jusqu'en 2002, après quoi il devient directeur du pôle espoirs de Madine (2002-2006). En 2007,  il prend à la direction du pôle espoir de football masculin du CREPS de Reims,.
Il a aussi été directeur du centre de formation de l'AS Nancy-Lorraine,.

## Statistiques

### Joueurs
Patrick Bernhard dispute treize rencontres de première division avec Nancy.
| Saison                | Club                  | Championnat           | Championnat | Championnat | Coupe(s) nationale(s) | Coupe(s) nationale(s) | Total | Total |
| Saison                | Club                  | Division              | M.          | B.          | M.                    | B.                    | M.    | B.    |
| 1972-1973             | AS Nancy-Lorraine     | D1                    | 3           | -           | -                     | -                     | 3     | 0     |
| 1973-1974             | AS Nancy-Lorraine     | D1                    | -           | -           | -                     | -                     | 0     | 0     |
| 1974-1975             | AS Nancy-Lorraine     | D2                    | 32          | -           | 9                     | -                     | 41    | 0     |
| 1975-1976             | AS Nancy-Lorraine     | D1                    | 5           | -           | -                     | -                     | 5     | 0     |
| Sous-total            | Sous-total            | Sous-total            | 40          | 0           | 9                     | 0                     | 49    | 0     |
| 1976-1977             | Amicale de Lucé       | D2                    | 23          | -           | -                     | -                     | 23    | 0     |
| 1977-1978             | Amicale de Lucé       | D2                    | 34          | -           | 3                     | -                     | 37    | 0     |
| 1978-1979             | Amicale de Lucé       | D2                    | 32          | -           | -                     | -                     | 32    | 0     |
| Sous-total            | Sous-total            | Sous-total            | 89          | 0           | 3                     | 0                     | 92    | 0     |
| 1979-1980             | AS Nancy-Lorraine     | D1                    | 5           | -           | -                     | -                     | 5     | 0     |
| Total sur la carrière | Total sur la carrière | Total sur la carrière | 134         | 0           | 12                    | 0                     | 146   | 0     |

### Entraîneur
| Période   | Club            | Division(s) | Promotion | Relégation | V   | N   | D   | M    |
| --------- | --------------- | ----------- | --------- | ---------- | --- | --- | --- | ---- |
| 1980-1984 | Amicale de Lucé | D3          | -         | 1          | 34  | 37  | 53  | 124  |
| 1985-1986 | Dreux FC        | régional    | -         | -          |     |     |     |      |
| 1986-1989 | US Forbach      | D4-D3       | 1         | 1          | +12 | +17 | +31 | +60  |
| 1990-1997 | Bar-le-Duc AC   | DHR-DH-D4   | 2         | 2          | +64 | +45 | +47 | +156 |

## Palmarès
Patrick Bernhard est un des hommes clés pour l'obtention de la première place du groupe A de Division 2 1974-1975 avec l'AS Nancy-Lorraine. Pour finir, lui et ses coéquipiers s'adjugent le titre de champion de France de D2 en battant le premier de la poule A.
- Division 2 (1)
  - Champion : 1974-1975 avec l'AS Nancy-Lorraine.